# Karl Heinrich Graf
Karl Heinrich Graf (født 28. februar 1815 i Mülhausen i Elsass, død 16. juli 1869) var en franskfødt tysk teolog og filolog.
Graf studerede 1833—36 teologi i Strassburg, hvor han navnlig sluttede sig til Reuss. Efter at have været
privatlærer i Paris og Leipzig blev han 1847 gymnasielærer i Meissen, hvor han blev til sin død. I 1868 fik han afsked på grund af sygdom.
Hans hovedværker er: oversættelsen af Saadis Rosenhave (1846—1850), hvis persiske tekst han senere udgav (1858), en kommentar til Jeremias (1862) og Die geschichtlichen Bücher des alten Testaments (1866). Ved det sidste værk har han erhvervet et navn af stor betydning i den gammeltestamentlige forsknings historie.
Delvis ledet på sporet af Reuss fremsætter og begrunder han her følgende anskuelse om de gammeltestamentlige loves kronologiske rækkefølge: 1) Jehovisten, 2) Deuteronomisten (5. Mos. 5—26. 28) fra Josias tid, 3) de præstelige love fra eksilets tid.
Med enkelte ændringer (navnlig at Præsteskriftets fortællende dele var fra samme tid som dets love, ikke ældre, som Graf mente) blev denne anskuelse optaget af Kuenen og Wellhausen og trængte navnlig ved sidstnævntes omfattende begrundelse igennem, hvorfor den kaldes den Graf-Wellhausenske hypotese.